# Bow Wow (band)
Bow Wow (バウワウ) is een heavymetal-/hardrockband uit Tokio, geformeerd in 1975. Kenmerkend aan de band is zanger-gitarist Kyoji Yamamoto, die de "hamer techniek" eerder uitvond en in gebruik nam dan Eddie van Halen. Bow Wow was de allereerste heavymetalband uit Japan, met nummers gezongen in zowel Japans als Engels. In haar begindagen startte ze als band met vrij snelle progressieve-rocknummers. Begin jaren tachtig ging het geluid de heavymetalkant op, terwijl in 1984 de hardrockinvloeden terugkwamen.

## Geschiedenis

### Beginjaren
In juli 1976 staan ze voor het eerst op het podium. Op 20 december van dat jaar verschijnt hun debuut-langspeelplaat Bow Wow op het platenlabel Invitation. Met hulp van Ueno Yoshimi, hun toenmalige producer, groeide Bow Wow uit tot een succesvolle kaskraker. Bow Wow opende voor Kiss tijdens hun Japanse tournee in 1977. Tijdens die tournee introduceerde de band hun tweede studioalbum, getiteld Signal Fire. Een jaar later opende de groep voor Aerosmith tijdens de Japanse tournee in 1978. Charge, het derde studioalbum, verscheen in december van dat jaar. Guarantee volgde in december 1979. Kyoji Yamamoto, frontman van de band, bracht zijn soloalbum Horizon uit in 1980. Dat jaar was voor Bow Wow een intensieve en productieve periode, aangezien ze drie studioalbums binnen twaalf maanden produceerden en uitbrachten, namelijk Glorious Road (in februari), Telephone (in september) en X Bomber Suite in november. Het laatstgenoemde is een soundtrack voor de gelijknamige animefilm. In april 1981 kwam Hard Dog uit.

### Doorbraak in Europa en Amerika
Op dat moment had de groep al een grote naamsbekendheid in Japan, maar nauwelijks in Amerika en Europa. Dit veranderde in rap tempo toen Bow Wow in 1982 werd uitgenodigd op het Reading Festival in Engeland en op het Montreux Jazz Festival in Zwitserland. In datzelfde jaar werd de band benaderd door Roadrunner Records om hun tiende studioalbum, Asian Volcano, in Europa uit te brengen. Door dit album en samen met het album dat volgde in september van hetzelfde jaar (Warning from Stardust) brak de band definitief door in Europa en Amerika. Ook het intensieve liveoptreden bij Nakano Sun Plaza in Japan trok veel aandacht van de media. De opname van dat concert verscheen op 21 juli 1983 op de elpee Holy Expedition. Dit zorgde voor een grotere aanhang van westerse fans.

### Naam en stijlverandering
In 1984 veranderde Bow Wow zijn naam in Vow Wow in verband met het bestaan van de Britse popband Bow Wow Wow. In datzelfde jaar verscheen Beat of Metal Motion, een album dat qua muziek meer richting hardrock gaat.

## Discografie
- "Bow Wow" (1976)
- "Signal Fire" (1977)
- "Charge" (1977)
- "Super Live" (1978)
- "Guarantee" (1978)
- "The Bow Wow" (1979)
- "Glorious Road" (1980)
- "Telephone" (1980)
- "X Bomber Suite" (1980)
- "Hard Dog" (1981)
- "Warning from Stardust" (1982)
- "Asian Volcano" (1982)
- "Holy Expedition" (1983)
- "Beat of Metal Motion" (1984)
- "Cyclone" (1985)
- "III" (1986)
- "Locus 1976-1983" (1986)
- "Hard Rock Night" (1986)
- "Vow Wow Live" (1986)
- "V" (1987)
- "Shock Waves" (1987)
- "Revive" (1987)
- "Helter Skelter" (1989)
- "Mountain Top" (1990)
- "Legacy" (1990)
- "Best Now" (1991)
- "Twin Best" (1996)
- "Led by the Sun" (1996)
- "Back" (1998)
- "Ancient Dreams" (1999)
- "Live Explosion" (1999)
- "Beyond" (2000)
- "Another Place" (2001)
- "What's Going On" (2002)
- "Super Live" (2005)
- "Era" (2005)
- "Rock Me Forever" (2006)
- "The Vox" (2007) (8cd+dvd)
- "The Bow Wow II Decennium" (2008)

## Video's
- "Visions 1985 Shibuya Koukaido live" (1985)
- "Live" (1986)
- "Live in the U.K." (1989)
- "Japan live 1990 at Budokan" (1990)